# Nilul subteran
Nilul subteran este un cripto-râu (adică ascuns) care curge sub Fluviul Nil.

## Istoria
A fost descoperit în august 1958 cu ajutorul radioizotopilor.

## Date generale
Are un debit mediu anual de șase ori mai mare decât al fluviului Nil care curge la suprafață, adică 500 miliarde m³. Este cel mai lung râu subteran din lume.